# Tangkrogen
Tangkrogen er et grønt område på 13,2 hektar i Marselisborgkvarteret i den sydøstlige del af Aarhus midtby. Stedet hedder sådan, fordi der ved anlæggelsen af moler drev tang ind på området.
Der er forskellige aktiviteter i området, såsom cirkus, kræmmermarkeder, koncerter, motionsløb og siden 2009 Sculpture by the Sea i ulige år. Siden 2012 tillige Food Festival. Området har 500 parkeringspladser og der er plads til 20.000 mennesker. Tangkrogen ligger ved Strandvejen og Marselisborg Havn.